# Shinsuke Ogawa
Pour les articles homonymes, voir Ogawa.
Shinsuke Ogawa (小川紳介, Ogawa Shinsuke) est un réalisateur japonais spécialisé dans le documentaire, né le 25 juin 1935 à Tokyo et mort le 7 février 1992.

## Biographie
Shinsuke Ogawa est une figure majeure du documentaire japonais. Filmant d'abord les révoltes étudiantes des années 1960 au Japon, il fonde en 1968 le collectif Ogawa Productions.
Il consacre plusieurs films aux luttes des paysans contre la construction de l'aéroport international de Narita. Puis il part vivre avec les paysans de Magino, un village du nord du pays, auxquels le collectif consacrera une autre série de films.

## Filmographie partielle
Sauf indication contraire, les titres en français sont ceux de la rétrospective "Shinsuke Ogawa & Ogawa Pro" du 3 au 28 avril 2018 au Jeu de Paume.
- 1966 : La Mer de la jeunesse - Quatre étudiants suivant des cours par correspondance (青年の海 四人の通信教育生たち, Seinen no umi?)
- 1967 : La Forêt de l'oppression - Document sur les luttes dans l'Université d'économie de Takasaki (圧殺の森 高崎経済大学闘争の記録, Assatsu no mori: Takasaki keizai daigaku toso no kiroku?)
- 1967 : Rapport sur la lutte à Haneda (現認報告書 羽田闘争の記録, Gennin hokusho: Haneda toso no kiroku?)
- 1968 : Front de libération du Japon - L'Été à Sanrizuka (日本解放戦線 三里塚の夏, Nihon kaiho sensen: Sanrizuka no natsu?)
- 1970 : L'Hiver à Sanrizuka (日本解放戦線 三里塚, Nihon kaiho sensen: Sanrizuka?)
- 1970 : Sanrizuka - La Guerre de trois jours (三里塚 第三次強制測量阻止斗争, Sanrizuka: Daisanji kyosei sokuryo soshi toso?)
- 1971 : Sanrizuka - Les Paysans de la deuxième forteresse (三里塚 第二砦の人々, Sanrizuka: Dainitoride no hitobito?)
- 1972 : Sanrizuka - La Construction de la tour Iwayama (三里塚 岩山に鉄塔が出来た?)
- 1973 : Sanrizuka - Le Village de Heta (三里塚 辺田部落, Sanrizuka: Heta buraku?)
- 1975 : Dokkoi ! Le Chant humain. Kotobukicho : le quartier des ouvriers libérés ou Ballade de la bête humaine[2] (どっこい! 人間節 寿・自由労働者の街, Dokkoi! Ningen bushi – Kotobukicho: Jiyu rodosha no machi?)
- 1977 : L'Histoire du village de Magino - La Sériciculture (牧野物語 養蚕篇 －映画のための映画－, Magino monogatari – Yosan-hen: Eiga no tame no eiga?)
- 1977 : L'Histoire du village de Magino - Le Col (牧野物語 峠?)
- 1982 : « Nippon » - Le Village de Furuyashiki (ニッポン国 古屋敷村, Nippon koku: Furuyashiki-mura?)
- 1987 : L'Histoire du village de Magino - Le Cadran solaire sculpté par mille ans d'entailles (1000年刻みの日時計 牧野村物語, Sennen kizami no hidokwi – Magino-mura monogatari?)[3]

## Récompenses et distinctions
Sauf indication contraire, les informations mentionnées dans cette section peuvent être confirmées par la base de données cinématographiques IMDb,  présente dans la section « Liens externes ».
- 1970 : prix du nouveau réalisateur de la Directors Guild of Japan pour L'Hiver à Sanrizuka[4],[5]
- 1971 : prix Josef von Sternberg au festival international du film de Mannheim-Heidelberg pour Sanrizuka - Les Paysans de la deuxième forteresse[6]
- 1984 : prix FIPRESCI pour « Nippon » - Le Village de Furuyashiki à la Berlinale[7]
- 1988 : prix spécial du jury au Hawaii International Film Festival pour L'Histoire du village de Magino - Le Cadran solaire sculpté par mille ans d'entailles